# José Gottardi Cristelli
José Gottardi Cristelli SDB (* 21. September 1923 in Baselga di Piné, Trient; † 7. März 2005 in Montevideo, Uruguay) war ein italienischer Ordenspriester, Missionar und römisch-katholischer Erzbischof.

## Leben
Seine Familie wanderte nach Uruguay aus, als er sechs Jahre alt war. Dort trat er später als Missionar in die Ordensgemeinschaft der Salesianer Don Boscos ein. Am 15. Oktober 1950 empfing er in Rosario die Priesterweihe.
Innerhalb der Ordensgemeinschaft war er Provinzial in Bolivien, Uruguay, Argentinien, Brasilien und Paraguay.
Papst Paul VI. ernannte ihn am 1. März 1972 zum Weihbischof im Bistum Mercedes, verbunden mit dem Titularbistum Bellicastrum. Die Bischofsweihe spendete ihm am 30. April desselben Jahres der Nuntius in Uruguay, Erzbischof Augustin-Joseph Antoine Sépinski OFM; Mitkonsekratoren waren Andrés María Rubio Garcia SDB, Weihbischof in Montevideo, und Roberto Reinaldo Cáceres González, Bischof von Melo. Am 22. Mai 1975 wurde er als Weihbischof nach Montevideo transferiert. Dort wurde er von Papst Johannes Paul II. am 5. Juni 1985 auch zum fünften Erzbischof ernannt.
Gottardi war Vorsitzender der Bischofskonferenz von Uruguay. Während der Jahre der Diktatur (1973–1985) setzte er sich für die Rückkehr zur Demokratie ein.
Am 4. Dezember 1998 nahm der Papst seinen Rücktritt an, sein salesianischer Mitbruder Nicolás Cotugno Fanizzi folgte ihm nach. Er starb an Krebs.